# District de Berthoud

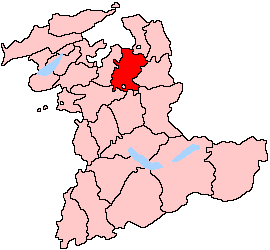
District de Berthoud dans le canton de Berne

Le district du Berthoud (ou Burgdorf) est l’un des 26 districts du canton de Berne en Suisse. La commune de Berthoud est le chef-lieu du district et sa superficie est de 197 km2.

## Communes
Le district de Berthoud compte 26 communes.
| Commune              | Numéro OFS |
| -------------------- | ---------- |
| Aefligen             | 3426       |
| Alchenstorf          | 3473       |
| Bäriswil             | 3323       |
| Alchenstorf          | 3473       |
| Bäriswil             | 3323       |
| Berthoud             | 3400       |
| Ersigen              | 3423       |
| Hasle bei Burgdorf   | 3415       |
| Heimiswil            | 3412       |
| Hellsau              | 3429       |
| Hindelbank           | 3324       |
| Höchstetten          | 3429       |
| Kernenried           | 3309       |
| Kirchberg            | 3422       |
| Koppigen             | 3425       |
| Krauchthal           | 3326       |
| Lyssach              | 3421       |
| Mötschwil            | 3324       |
| Niederösch           | 3424       |
| Oberburg             | 3414       |
| Oberösch             | 3424       |
| Rüdtligen-Alchenflüh | 3422       |
| Rumendingen          | 3472       |
| Rüti bei Lyssach     | 3421       |
| Willadingen          | 3425       |
| Wynigen              | 3472       |